# خانات سرآب

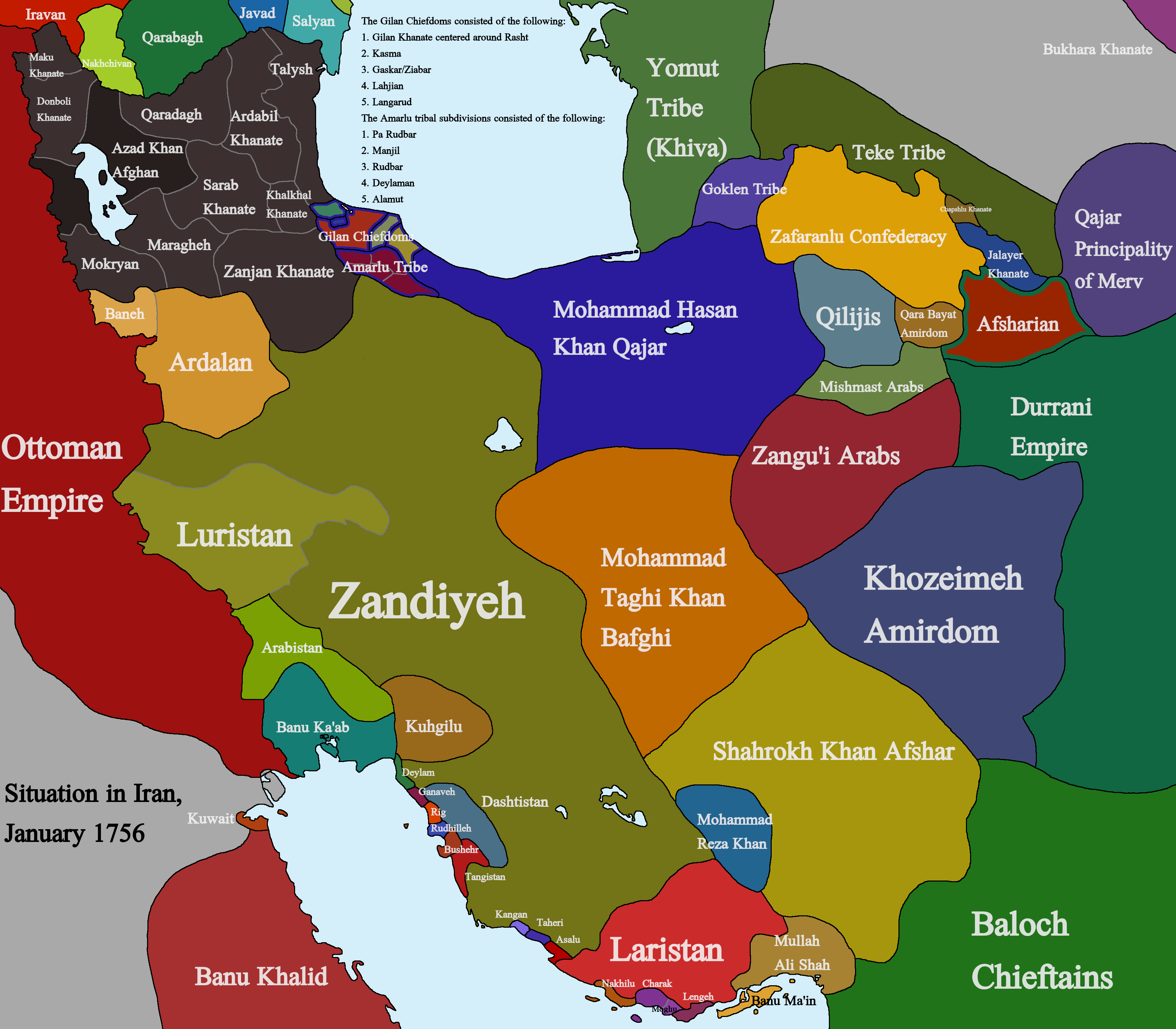
خانات سرآب سال ۱۷۵۶ میلادی

خانات سرآب (انگلیسی: Sarab Khanate) یکی از خانات آذربایجان ایران به مرکزیت شهر سرآب بود و خانات تبریز در غرب و خانات اردبیل در شرق آن بودند. خانات سرآب به ۳ محله تقسیم می‌شد: سرآب، هشترود و گرمرود. خانات سرآب توسط رئیس ایل شقاقی، علی خان شقاقی تأسیس شد. در طول جنگ ایران و روسیه، نفوذ ایران در خانات افزایش یافت و پس از عهدنامه گلستان در قلمرو ایران باقی ماند، سلسله قاجار در سال ۱۸۲۸ آن را لغو نمود.